# چقاشکر
چقاشکر، روستایی از توابع بخش مرکزی شهرستان روانسر در استان کرمانشاه ایران است.

## جمعیت
این روستا در دهستان زالوآب قرار دارد و براساس سرشماری مرکز آمار ایران در سال ۱۳۸۵، جمعیت آن ۱۳۲ نفر (۲۶خانوار) بوده‌است. الان یعنی در سال ۱۳۹۳ جمعیت آن به ۱۱۳کاهش یافته